# Jonas Schneiter
Pour les articles homonymes, voir Schneiter.
Jonas Schneiter, né le 12 novembre 1990 à Lausanne, est un journaliste, animateur radio, producteur et auteur suisse.

## Biographie
Jonas Schneiter naît le 12 novembre 1990 à Lausanne, dans le canton de Vaud. Ses parents sont infirmiers.
Il étudie dans le même gymnase que Thomas Wiesel.
Il est le fondateur du site d'actualité en ligne Tink.ch, le producteur de l'émission TV L'effet Caribou. Il devient ensuite journaliste au sein de l'hebdomadaire satirique Vigousse et l'animateur des matinales de la radio privée lausannoise LFM.
Il était l'animateur de l'émission Namasté sur la chaîne de radio publique Couleur 3, du 25 août 2014 jusqu'à fin 2016. Dans ce cadre, il s'est fait remarquer avec la chronique "La Douche Froide" qui consistait en une interview piquante de personnalités suisses.
Le 5 septembre 2016, tout en continuant la matinale de Couleur 3, il devient l'animateur du nouveau jeu TV de la RTS "C'est Ma Question", diffusé quotidiennement à 18h20. Il mise alors sur le créneau de l'animateur authentique qui "de toute façon ne sert à rien" et "qui n'est pas à la télévision comme sur scène, mais comme dans la vie".
En décembre 2016, il participe au projet caritatif "Cœur à Cœur" organisé par la Radio télévision suisse. Durant 6 jours et 6 nuits, trois animateurs, dont lui, se relaient à l'antenne dans un studio de verre sur la Place Centrale de Lausanne.
Le 9 janvier 2017, Jonas Schneiter passe de la station de radio publique suisse Couleur 3 à La 1re, pour animer une nouvelle émission. Il est ainsi aux commandes de l'émission intitulée Premier Rendez-Vous diffusée de 14h à 15h sur RTS La Première.
En été 2017, il réalise avec l'écologiste Marc Muller, un tour de Suisse romande des initiatives positives pour le développement durable. Cela donnera lieu à l'émission "Aujourd'hui" diffusée sur RTS Un durant deux mois. Une émission qui réalisera de très bons scores d'audience et remporte un Prix du Public au Swiss Web Festival. Dans la foulée, une suite est annoncée.
Depuis janvier 2018, il est à la tête de l'émission de débat et d'humour Les Beaux Parleurs diffusée tous les dimanches matin sur RTS La Première.
Parallèlement, il s'engage, depuis 2014, en tant qu'ambassadeur de la Fondation suisse Terre des Hommes.
En août 2018, il publie Écolo à profit, aux éditions Helvetiq. Ce livre de 136 pages raconte les différentes expériences du journaliste pour diminuer son empreinte carbone tout en faisant fructifier son épargne. Il participe en tant que journaliste et coproducteur au film À Contresens, un documentaire de contre-enquête au sujet de l'impact environnemental de la voiture électrique notamment diffusé sur la RTBF et primé à Naples.
Il dirige, depuis 2017, la société suisse de production audiovisuelle Nous Prod qu'il a cofondée.

## Anecdotes
- En 2007, alors âgé de 16 ans, il pose une question impertinente au conseiller fédéral de l'époque Pascal Couchepin. Ce dernier, indigné, rembarre âprement son jeune intervieweur. Une séquence largement remarquée par les médias helvétiques de l'époque[2].
- En hiver 2016, il s'enferme dans une cage de verre dans le centre-ville de Lausanne avec deux collègues afin de récolter des fonds en faveur de la lutte contre la précarité en Suisse. Finalement, 1 230 276 francs suisses sont récoltés[28].